# FK Jagodina
Maillots
Le Fudbalski Klub Jagodina (en serbe : Фудбалски Клуб Јагодина), plus couramment abrégé en FK Jagodina, est un ancien club serbe de football fondé en 1962 puis disparu en 2018, et basé dans la ville de Jagodina.

## Histoire
Le FK Jagodina remporte lors de la saison 2012-2013 la première Coupe de Serbie de son histoire après une victoire sur le score de 1-0 en finale contre le FK Vojvodina Novi Sad.
En proie à des difficultés financières dans les années qui suivent, le club finit par descendre en deuxième division à l'issue de la saison 2015-2016 avant de faire faillite et disparaître en juillet 2018.
Durant l'été 2019, l'identité du club est récupérée par son ancien affilié, le FC Tabane.

## Bilan sportif

### Palmarès
| Compétitions nationales                                               |
| --------------------------------------------------------------------- |
| - Coupe de Serbie (1) : - Vainqueur : 2012-13. - Finaliste : 2013-14. |

### Bilan par saison
| Saison    | Championnat  | Championnat  | Championnat  | Championnat  | Championnat  | Championnat  | Championnat  | Championnat  | Championnat  | Championnat  | Coupe de Serbie     |
| Saison    | Division     | Pos          | Pts          | J            | V            | N            | D            | BP           | BC           | Diff         | Coupe de Serbie     |
| --------- | ------------ | ------------ | ------------ | ------------ | ------------ | ------------ | ------------ | ------------ | ------------ | ------------ | ------------------- |
| 2006-2007 | 3e           | 1er          | 70           | 34           | 21           | 7            | 6            | 78           | 28           | +50          | —                   |
| 2007-2008 | 2e           | 2e           | 58           | 34           | 15           | 13           | 6            | 37           | 19           | +18          | —                   |
| 2008-2009 | 1re          | 10e          | 34           | 33           | 10           | 4            | 19           | 28           | 47           | -19          | Huitièmes de finale |
| 2009-2010 | 1re          | 6e           | 43           | 30           | 12           | 7            | 11           | 38           | 34           | +4           | Quarts de finale    |
| 2010-2011 | 1re          | 12e          | 32           | 30           | 8            | 8            | 14           | 26           | 33           | -7           | Quarts de finale    |
| 2011-2012 | 1re          | 4e           | 51           | 30           | 14           | 9            | 7            | 34           | 20           | +14          | Huitièmes de finale |
| 2012-2013 | 1re          | 4e           | 50           | 30           | 15           | 5            | 10           | 35           | 26           | +9           | Vainqueur           |
| 2013-2014 | 1re          | 3e           | 48           | 30           | 13           | 9            | 8            | 40           | 30           | +10          | Finale              |
| 2014-2015 | 1re          | 10e          | 35           | 30           | 10           | 5            | 15           | 38           | 45           | -7           | Demi-finales        |
| 2015-2016 | 1re          | 16e          | 28           | 37           | 5            | 13           | 19           | 29           | 61           | -32          | Quarts de finale    |
| 2016-2017 | 2e           | 7e           | 41           | 30           | 12           | 5            | 13           | 39           | 35           | +4           | Huitièmes de finale |
| 2017-2018 | 2e           | 16e          | 10-6         | 30           | 3            | 7            | 20           | 16           | 59           | -43          | Seizièmes de finale |
| 2018-2019 | Club inactif | Club inactif | Club inactif | Club inactif | Club inactif | Club inactif | Club inactif | Club inactif | Club inactif | Club inactif | Club inactif        |
| 2019-2020 | 3e Est       | 1er          | 39           | 34           | 12           | 3            | 2            | 32           | 11           | +22          | Tour préliminaire   |
| 2020-2021 | 2e           | 16e          | 29-6         | 34           | 7            | 14           | 13           | 30           | 48           | -18          | —                   |
| 2021-2022 | 3e Est       | 5e           | 43           | 28           | 12           | 7            | 9            | 33           | 28           | +5           | Seizièmes de finale |
| 2022-2023 | 3e Est       | en cours     | en cours     | en cours     | en cours     | en cours     | en cours     | en cours     | en cours     | en cours     | Seizièmes de finale |

Légende
- Vainqueur de la compétition.
- Finaliste ou vice-champion de la compétition.
- Troisième de la compétition.
- Promotion en division supérieure.
- Relégation en division inférieure.

### Bilan européen
Note : dans les résultats ci-dessous, le score du club est toujours donné en premier.
| Saison    | Compétition  | Tour            | Club              | Domicile | Extérieur | Total |
| --------- | ------------ | --------------- | ----------------- | -------- | --------- | ----- |
| 2012-2013 | Ligue Europa | Premier tour Q  | Ordabasy Chimkent | 0 - 1    | 0 - 0     | 0 - 1 |
| 2013-2014 | Ligue Europa | Deuxième tour Q | Rubin Kazan       | 2 - 3    | 0 - 1     | 2 - 4 |
| 2014-2015 | Ligue Europa | Deuxième tour Q | CFR Cluj          | 0 - 1    | 0 - 0     | 0 - 1 |

Légende
- Victoire ou qualification pour le tour suivant
- Match nul
- Défaite ou élimination de la compétition

## Entraîneurs du club
| - Svetozar Andrejić (1972 - 1987) - Milojko Gošić (2007 - 2008) - Nenad Milovanović (2008 - 2009) - Milojko Gošić (2009) | - Nebojša Maksimović (2009) - Mladen Dodić (2009 - 2010) - Milojko Gošić (2010 - 2011) - Jovica Škoro (2011) | - Simo Krunić (2011 - 2013) - Mladen Dodić (2013 - 2014) - Simo Krunić (2014 - 2015) |  |